# Силва, Жоаким
Жоаким Антониу Магальес Силва (англ. Joaquim Antônio Magalhães Silva) — бразильский боец смешанных единоборств, выступающий под эгидой UFC в лёгком весе. Профессионал с 2010 года.

## Биография
Силва начал заниматься различными видами боевых искусств ещё в юности. В подростковом возрасте он начал заниматься тайским боксом, боксом и бразильским джиу-джитсу, а в 2009 году перешёл в смешанные боевые искусства.

## Карьера в смешанных единоборствах
Силва дебютировал в профессиональных смешанных боевых искусствах в октябре 2010 года. Он имел непобедимый рекорд 7-0, выступая в различных региональных промоушенах в Бразилии, прежде чем попробовать себя в The Ultimate Fighter в начале 2014 года.

### The Ultimate Fighter
В марте 2015 года было объявлено, что Силва был одним из бойцов, отобранных для участия в шоу The Ultimate Fighter: Brazil 4.
В своём первом бою на шоу Силва встретился с Карлосом Костой. Он выиграл бой техническим нокаутом в третьем раунде.
В четвертьфинале Силва встретился с Эриком да Силвой. Он выиграл бой единогласным решением судей.
В полуфинале Силва встретился с Глайко Франсой. Он проиграл сабмишеном в первом раунде.

### Ultimate Fighting Championship
Силва официально дебютировал в промоушене 5 сентября 2015 года на турнире UFC 191 , где он встретился с коллегой по дивизиону Назарено Малегари. Он выиграл бой раздельным решением судей.
Следующий бой Люке состоялся 8 июля 2016 года на турнире The Ultimate Fighter 23 Finale. Он выиграл бой нокаутом в первом раунде.
Ожидалось, что Силва встретится с новичком промоушена Грегором Гиллеспи 24 сентября 2016 года на турнире UFC Fight Night 95. Однако Силва снялся с боя из-за травмы и был заменен бывшим противником Глайко Франсой.
Ожидалось, что Силва встретится с Майрбеком Тайсумовым 28 мая 2017 года на турнире UFC Fight Night 109. Однако Тайсумов снялся с боя из-за травмы и был заменен Резой Мадади. Силва выиграл бой раздельным решением судей.
27 января 2018 года Силва встретился с Винсом Пишелем на турнире UFC on Fox: Жакаре против Брансона 2. Он проиграл бой единогласным решением судей.
15 декабря 2018 года на турнире UFC on Fox 31 Силва встретился с Джаредом Гордоном. Он выиграл бой техническим нокаутом в третьем раунде. Эта победа принесла ему награду «Бой вечера».
3 августа 2019 года Силва встретился с Насратом Хакпарастом на турнире UFC on ESPN 5. Он проиграл бой нокаутом во втором раунде.
19 июня 2021 года Силва встретился с Рики Гленном на турнире UFC on ESPN 25. Он проиграл бой нокаутом всего очерез 37 секунд после начала первого раунда.
1 октября 2022 года на турнире UFC Fight Night 211 Силва встретился с Джесси Ронсоном , заменив травмированного Винса Пичела. Он выиграл бой во втором раунде, отправив Ронсона на канвас ударом колена в прыжке, а затем добив его ударом граунд-энд-паунд. Эта победа принесла ему награду «Выступление вечера».
17 июня 2023 года Силва встретился с Арманом Царукяном на турнире UFC on ESPN 47. Он проиграл бой техническим нокаутом в третьем раунде.
2 декабря 2023 года Силва встретился с Клэем Гуидой на турнире UFC on ESPN 52. Он выиграл бой единогласным решением судей.
3 мая 2024 года на турнире UFC 301 Силва встретился с Драккаром Клозе. Он проиграл бой единогласным решением судей.
Силва должен был встретиться с Рафой Гарсией 29 марта 2025 года на турнире UFC on ESPN 64. Однако Силва снялся с боя по неизвестным причинам и был заменен Винсом Пичелом.
Сильва должен встретиться с Клаудио Пуэльесом 13 сентября 2025 года на турнире UFC Fight Night 259.

## Титулы и достижения

### Ultimate Fighting Championship
- - «Лучший бой вечера» (один раз) против Джареда Гордона
  - «Выступление вечера» (один раз) против Джесси Ронсона

## Статистика в смешанных единоборствах
| Боёв 19  | Побед 13 | Поражений 6 |
| -------- | -------- | ----------- |
| Нокаутом | 7        | 3           |
| Сдачей   | 3        | 1           |
| Решением | 3        | 2           |

| Результат | Рекорд | Соперник            | Способ                            | Турнир                                  | Дата                   | Раунд | Время | Место                           | Примечание               |
| --------- | ------ | ------------------- | --------------------------------- | --------------------------------------- | ---------------------- | ----- | ----- | ------------------------------- | ------------------------ |
| Поражение | 13–6   | Драккар Клозе       | Единогласное решение              | UFC 301                                 | 4 мая 2024             | 3     | 5:00  | Рио-де-Жанейро, Бразилия        |                          |
| Победа    | 13–5   | Клей Гвида          | Единогласное решение              | UFC on ESPN: Дариюш vs. Царукян         | 2 декабря 2023         | 3     | 5:00  | Остин, Техас, США               |                          |
| Поражение | 12–5   | Арман Царукян       | TKO (удары)                       | UFC on ESPN: Веттори vs. Каннонир       | 17 июня 2023           | 3     | 3:25  | Лас-Вегас, Невада, США          |                          |
| Победа    | 12–4   | Джесси Ронсон       | TKO (удар коленом и удары руками) | UFC Fight Night: Дерн vs. Янь           | 1 октября 2022         | 2     | 3:08  | Лас-Вегас, Невада, США          | «Выступление вечера» (1) |
| Поражение | 11–4   | Рикки Глен          | KO (удары)                        | UFC on ESPN: Корейский зомби vs. Иге    | 19 июня 2021           | 1     | 0:37  | Лас-Вегас, Невада, США          |                          |
| Поражение | 11–3   | Насрат Хакпараст    | KO (удары)                        | UFC on ESPN: Ковингтон vs. Лоулер       | 3 августа 2019         | 2     | 0:36  | Ньюарк, Нью-Джерси, США         |                          |
| Победа    | 11–2   | Джаред Гордон       | KO (удары)                        | UFC on Fox: Ли vs. Яквинта 2            | 15 декабря 2018        | 3     | 2:39  | Милуоки, Висконсин, США         | «Выступление вечера» (1) |
| Поражение | 10–2   | Винс Пичел          | Единогласное решение              | UFC on Fox: Жакаре vs. Брансон 2        | 27 января 2018         | 3     | 5:00  | Шарлотт, Северная Каролина, США |                          |
| Победа    | 10–1   | Реза Мадади         | Раздельное решение                | UFC Fight Night: Густафссон vs. Тейшера | 28 мая 2017            | 3     | 5:00  | Стокгольм, Швеция               |                          |
| Победа    | 9–1    | Эндрю Холбрук       | KO (удары)                        | The Ultimate Fighter: 23 Finale         | 8 июля 2016            | 1     | 0:34  | Лас-Вегас, Невада, США          |                          |
| Победа    | 8–1    | Назарено Малегари   | Раздельное решение                | UFC 191                                 | 5 сентября 2015        | 3     | 5:00  | Лас-Вегас, Невада, США          | Дебют в UFC              |
| Поражение | 7-1    | Глайко Франса       | Сдача (удушение сзади)            | The Ultimate Fighter: Brazil 4          | 15 июня 2015 (airdate) | 1     | 2:48  | Лас-Вегас, Невада, США          | Полуфинал в лёгком весе  |
| Победа    | 7–0    | Леандро Васконселос | TKO (удары)                       | The Hill Fighters 3                     | 20 сентября 2014       | 1     | 0:06  | Бенту-Гонсалвис, Бразилия       |                          |
| Победа    | 6–0    | Виктор Риццо        | Сдача (Армбар)                    | Reto de Campeones 1                     | 14 февраля 2014        | 1     | 4:57  | Мехико, Мексика                 |                          |
| Победа    | 5–0    | Фабио Лима Феррейра | TKO (удары)                       | Shooto Brazil 44                        | 14 ноября 2013         | 1     | 4:45  | Гояс, Бразилия                  |                          |
| Победа    | 4–0    | Хулио Сезар Алвес   | Сдача (Армбар)                    | High Fight Rock 3                       | 15 июня 2013           | 1     | 3:15  | Анаполис, Бразилия              |                          |
| Победа    | 3–0    | Адалтон Фернандес   | KO (удар)                         | Budokukai Martial Arts Tournament       | 29 сентября 2012       | 1     | 0:30  | Палмас, Бразилия                |                          |
| Победа    | 2–0    | Лукас Блейд         | Сдача (удушение сзади)            | Anapolis Fight Championship             | 19 мая 2012            | 1     | 3:58  | Анаполис, Бразилия              |                          |
| Победа    | 1–0    | Алан Лима           | TKO (удары)                       | Hot Fight: Vale Tudo                    | 15 октября 2010        | 1     | 4:10  | Ипамери, Бразилия               | Дебют в лёгком весе      |